# Decrepit Birth
A Decrepit Birth amerikai technikás/melodikus death metalegyüttes. 2001-ben alakultak a kaliforniai Santa Cruz-ban. Míg a legelső stúdióalbumukat a Disgorge és a Suffocation jellegű technikás death metal jellemzi, addig a későbbi nagylemezeiken a melodikus death metal az "uralkodó". Lemezeiket a Nuclear Blast, illetve a Deeds of Flesh tagjai által alapított Unique Leader Records kiadók dobják piacra. 2013-ban Magyarországon is felléptek, a Dürer Kertben, a Jungle Rottal és egyéb death metal zenekarokkal.

## Tagjai
- Bill Robinson - éneklés (2001-)
- Matt Sotelo - gitár, háttér-éneklés (2001-)
- Sam Paulicelli - dobok (2010-)
- Sean Martinez - basszusgitár (2013-)

Volt tagok:
- Chase Fraser - gitár (2010-2015)
- Derek Boyer - basszusgitár (2001-2003, 2011-2012)
- KC Howard - dobok (2004-2010)
- Dan Eggers - gitár (2008-2010)
- Joel Horner - basszusgitár (2006-2011)
- Tim Yeung - dobok (2003)
- Risha Eryavec - basszusgitár (2004-2007)
- Mike Turner - gitár (2004-2006)

## Diszkográfia
- ...And Time Begins (2003)
- Diminishing Between Worlds (2008)
- Polarity (2010)
- Axis Mundi (2017)